# Эдвардс, Чарльз
Чарльз Эдвардс (англ. Charles Edwards, 1 октября 1969 года, Хейзлмир, Великобритания) — британский актёр театра, кино и телевидения.

## Карьера
В 1992 году окончил Гилдхоллскую школу музыки и театра. В 24 года получил свою первую профессиональную роль в пьесе «Неугомонный дух».
В 2006 году исполнил главную роль в пьесе «39 ступеней» по одноименному роману Джона Бакена в Лондоне, затем был единственным из всего актёрского состава, кто остался в постановке при её переносе на Бродвей.
В 2010 году в постановке Питера Холла «Сон в летнюю ночь» сыграл роль Оберона, где его партнёршей была Джуди Денч.   В 2011 году в Шекспировском Глобусе исполнил роль Бенедикта в пьесе Шекспира «Много шума из ничего» (постановка Джереми Херрина), за которую номинировался на премию издания Evening Standard за лучшую мужскую роль. В 2012 году исполнил главную роль короля Георга (Берти) в сценической адаптации «Король говорит». В 2015 году появился на сцене Глобуса в роли Ричарда II в одноимённой трагедии Шекспира (режиссёр Саймон Годвин).
В Королевском национальном театре в 2011 году сыграл роль сэра Эндрю Эгьючика в «Двенадцатой ночи» Шекспира (постановка Питера Холла), а в 2013 году — Джека Уэзерилла, «кнута» партии консерваторов в политической пьесе Джеймса Грэма «Парламент» (This House). В 2018 году играл в восстановленной постановке пьесы Родни Окланда «Абсолютный ад».

## Фильмография
| Год       |     | Русское название                                  | Оригинальное название                               | Роль                                           |
| --------- | --- | ------------------------------------------------- | --------------------------------------------------- | ---------------------------------------------- |
| 2022      | с   | Властелин колец                                   | The Lord of the Rings                               | Келебримбор                                    |
| 2021—2021 | с   | Девушка по вызову                                 | The Girlfriend Experience                           | отец                                           |
| 2020      | ф   | Ведьмы                                            | The Witches                                         | мистер Дженкинс                                |
| 2019—2020 | с   | Корона                                            | The Crown                                           | Мартин Чартерис, личный секретарь Елизаветы II |
| 2018—2018 | с   | Террор                                            | The Terror                                          | доктор Макдональд                              |
| 2017—2017 | с   | Генрих IX                                         | Henry IX                                            | Король Генрих                                  |
| 2017—2017 | с   | Отель «Алкион»                                    | The Halcyon                                         | Лусиан Д'Аббервиль                             |
| 2017—2017 | с   | Шерлок                                            | Sherlock                                            | Дэвид Уэлсборо («Шесть Тэтчер»)                |
| 2015      | ф   | Ричард II (постановка Глобуса)                    | Richard II                                          | Ричард                                         |
| 2015      | мтф | Артур и Джордж                                    | Arthur & George                                     | Альфред Вуд                                    |
| 2014—2014 | с   | Улица потрошителя                                 | Ripper Street                                       | лорд Монтакут                                  |
| 2014—2014 | с   | Попробовать снова                                 | Trying Again                                        | Иэн                                            |
| 2013—2013 | с   | Записки юного врача                               | A Young Doctor's Notebook & Other Stories           | Полковник                                      |
| 2013      | ф   | Диана: История любви                              | Diana                                               | Патрик Джефсон                                 |
| 2013      | ф   | Филомена                                          | Philomena                                           | Дэвид                                          |
| 2013—2013 | с   | Плейхаус                                          | Playhouse Presents                                  | Джеймс Нельсон                                 |
| 2013      | ф   | Парламент (National Theatre Live)                 | This House                                          | Джек Уэтерил                                   |
| 2012—2013 | с   | Аббатство Даунтон                                 | Downton Abbey                                       | Майкл Грегсон                                  |
| 2012      | ф   | Много шума из ничего (постановка Глобуса)         | Much Ado About Nothing                              | Бенедикт                                       |
| 2011—2011 | с   | Воскрешая мертвых                                 | Waking the Dead                                     | Дональд Рис                                    |
| 2008—2008 | с   | Чисто английские убийства                         | Midsomer Murders                                    | Нед Фицрой                                     |
| 2008—2008 | с   | Любовницы                                         | Mistresses                                          | Пол Маллой                                     |
| 2007      | ф   | Все вместе                                        | The All Together                                    | Маркус Крэйги-Халкетт                          |
| 2006      | мтф |                                                   | The Shell Seekers                                   | Ноэль                                          |
| 2005      | ф   | Бэтмен: Начало                                    | Batman Begins                                       | член совета директоров Уэйн Интерпрайз         |
| 2005      | мтф | Побег из замка Колдиц                             | Colditz                                             | Офицер МИ9/Элвейс                              |
| 2002      | тф  | Берти и Элизабет                                  | Bertie and Elizabeth                                | Дэвид                                          |
| 2001—2001 | с   | Комнаты смерти: Загадки настоящего Шерлока Холмса | Murder Rooms: Mysteries of the Real Sherlock Holmes | Артур Конан-Дойл                               |
| 2000      | ф   | Голубая кровь                                     | Relative Values                                     | Филип Бейтман-Тобиас                           |
| 1999      | ф   | Мэнсфилд-парк                                     | Mansfield Park                                      | Йейтс                                          |
| 1999      | ф   | Идеальный муж                                     | An Ideal Husband                                    | Джек                                           |